# Kordula Striepecke
Kordula Striepecke (Erfurt, RDA, 25 de abril de 1963) es una deportista alemana que compitió en piragüismo en la modalidad de eslalon. Ganó cuatro medallas en el Campeonato Mundial de Piragüismo en Eslalon entre los años 1991 y 1997, y dos medallas en el Campeonato Europeo de Piragüismo en Eslalon, plata en 1996 y bronce 1998.

## Palmarés internacional
| Campeonato Mundial | Campeonato Mundial                   | Campeonato Mundial | Campeonato Mundial |
| Año                | Lugar                                | Medalla            | Competición        |
| ------------------ | ------------------------------------ | ------------------ | ------------------ |
| 1991               | Tacen (Yugoslavia)                   | Medalla de bronce  | K1 individual      |
| 1995               | Nottingham (Reino Unido)             | Medalla de bronce  | K1 individual      |
| 1995               | Nottingham (Reino Unido)             | Medalla de bronce  | K1 por equipos     |
| 1997               | Três Coroas (Brasil)                 | Medalla de oro     | K1 por equipos     |
| Campeonato Europeo |                                      |                    |                    |
| Año                | Lugar                                | Medalla            | Competición        |
| 1996               | Augsburgo (Alemania)                 | Medalla de plata   | K1 por equipos     |
| 1998               | Roudnice nad Labem (República Checa) | Medalla de bronce  | K1 por equipos     |